# 永瀬矢紘
永瀬 矢紘（ながせ やひろ、2017年10月28日 - ）は、日本の俳優。テアトルアカデミー所属。東京都出身。

## 人物
姉は同じ事務所に所属している女優・子役の永瀬ゆずな。

## 略歴
2023年9月1日、芸名を加藤矢紘から永瀬矢紘に改名した。

## 出演

### テレビドラマ
- 大河ドラマ 麒麟がくる 第21回（2020年6月7日、NHK） - 奇妙丸 役
- 家庭教師のトラコ 第3話（2022年8月3日、日本テレビ） - 子役 役[4]
- 束の間の一花 第6話（2022年11月22日、日本テレビ） - 千田原大樹（幼少期）役
- リエゾン -こどものこころ診療所- 第7話・最終話（2023年3月3日・10日、テレビ朝日） - 丸山陽太郎 役[5]
- 0.5の男（2023年5月28日 - 6月25日、WOWOW） - 塩谷蓮 役[6]
- 連続テレビ小説 虎に翼 第1回（2024年4月1日、NHK） - 猪爪直明 役
- 夜ドラ 柚木さんちの四兄弟。（2024年5月28日 - 7月18日、NHK総合）  - 柚木岳 役[7]
- 若草物語-恋する姉妹と恋せぬ私- 第4話 - （2024年11月3日 - 、日本テレビ） - 沼田真琴 役
- 藤子・F・不二雄 SF短編ドラマ シーズン3「分岐点」（2025年3月27日、NHK BSプレミアム4K）[8]
- おっさんのパンツがなんだっていいじゃないか!SP（2025年6月28日、東海テレビ・フジテレビ） - 高野なつき 役[9]
- 終幕のロンド -もう二度と、会えないあなたに-（2025年10月〈予定〉 - 、関西テレビ・フジテレビ） - 鳥飼陸 役[10]
- FOGDOG（2025年放送予定、読売テレビ）[11]
- 終幕のロンド（2025年10月〈予定〉、カンテレ・フジテレビ） - 鳥飼陸 役

### 映画
・おっさんのパンツがなんだっていいじゃないか!（2025年7月4日、ギャガ） - 高野なつき 役

### CM
- 東京建物『Brillia』web
- 三井のリハウス『リハウスしたから篇』
- ミスタードーナツ『ザクもっちリング』
- 中部電力ミライズ『暮らしにイイコト 弟といっしょにガスキャンペーン篇』
- 日本コカ・コーラ『ジョージア「毎日ってけっこうドラマだ。 大人になっても」篇』
- 任天堂 ポケットモンスタ一 スカ一レット・バイオレット＋ゼロの秘宝『今年、とってもいい子でした篇』
- ファミリーマート『ファミマル』
- 本田技研工業『MOVE篇』
- 宇都宮市『「これからを楽しむ人のまち」 篇』